# Avondale (Arizona)
Avondale es una ciudad ubicada en el condado de Maricopa en el estado estadounidense de Arizona. En el Censo de 2020 tenía una población de 89 334 habitantes y una densidad poblacional de 724,38 personas por km².

## Geografía
Avondale se encuentra ubicada en las coordenadas 33°18′47″N 112°19′45″O / 33.31306, -112.32917. Según la Oficina del Censo de los Estados Unidos, Avondale tiene una superficie total de 118.24 km², de la cual 118.1 km² corresponden a tierra firme y (0.12%) 0.14 km² es agua.

## Demografía
Según el censo de 2010, había 76.238 personas residiendo en Avondale. La densidad de población era de 644,78 hab./km². De los 76.238 habitantes, Avondale estaba compuesto por el 58.07% blancos, el 9.32% eran afroamericanos, el 1.66% eran amerindios, el 3.52% eran asiáticos, el 0.36% eran isleños del Pacífico, el 22.61% eran de otras razas y el 4.46% pertenecían a dos o más razas. Del total de la población el 50.29% eran hispanos o latinos de cualquier raza.

## Educación
El Distrito Escolar de Agua Fria gestiona escuelas preparatorias públicas.